# Dret a l'antiga Grècia

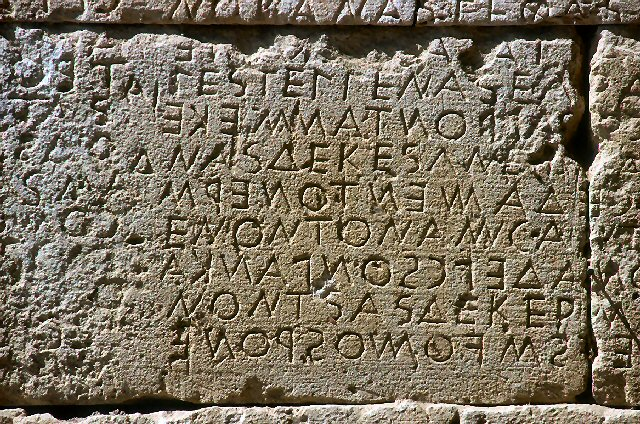
Una part de les Lleis de Gortina (Creta), de l'època arcaica, la més completa codificació jurídica grega que ha sobreviscut.

L'expressió de Dret a l'antiga Grècia no es pot entendre en un determinat sistema jurídic, ja que cada polis es regia pel seu propi sistema de lleis, al règim jurídic de l'autonomia i l'autosuficiència (αὐτάρκεια). De fet, és un terme col·lectiu per referir-se a una forma regional i històricament delineada per la llei positiva, tanmateix, sobre la base d'un pensament jurídic comú i en els mateixos principis. Pel que podria succeir, que lleis com les dictades per Carondes per a Katane s'adoptessin deliberadament per altres polis. Es van produir també préstecs mutus en més petita escala, en particular en el dret comercial. A causa de la gran influència política i cultural desplegada des d'Atenes, la llei del sistema jurídic atenès va exercir una influència significativa en les lleis d'altres polis i és també la que millor es coneix, gràcies l'existència de fonts.
Els estudiosos de la disciplina de dret comparat han equirapat la llei grega amb el dret romà i amb les institucions primitives de les nacions germàniques. Es pot estudiar en les seves etapes més primerenques en les lleis de Gortina; la seva influència pot rastrejar-se als documents legals que es conserven en papirs d'Egipte; i pot ser reconegut com un tot coherent a la seva relació definitiva amb el dret romà en les províncies orientals de l'Imperi Romà.
Cap col·lecció sistemàtica de la llei grega ha arribat fins nosaltres. El nostre coneixement d'algunes de les primeres nocions de la matèria es deriva dels poemes homèrics. Per als detalls de la llei àtica cal dependre de part de declaracions en els discursos dels oradors àtics, i que de vegades són capaços de verificar aquests estats per la confiança, però sovint imperfecta, amb l'ajut de les inscripcions. Il·lustracions en el fons de les lleis d'Atenes es troben a Les Lleis de Plató, que s'ocupa de la teoria del subjecte sense exercir cap influència a la pràctica real. Les Lleis de Plató es critiquen a la Política d'Aristòtil, que, a més a més de discutir les lleis en la seva relació amb les constitucions, revisa el treball d'uns certs legisladors grecs de l'antiguitat. El tractat sobre la Constitució d'Atenes inclou un relat de la jurisdicció dels diversos funcionaris públics i dels mecanismes dels tribunals de justícia i, per tant, ens permet prescindir del testimoni de segona mà de gramàtics i escolarques que deriva la seva informació del mencionat tractat. Les obres de Teofrast sobre les lleis, que incloïa una recapitulació de les lleis de diversos pobles bàrbars, així com dels estats grecs, estan representades per solament uns pocs fragments (Núms. 97-106, ed. Winner).

## Gènesi històrica
Donada una certa inclinació grega al pensament i a l'organització formal, a més a més de l'exaltació cap a la justícia com ara virtut o valor fonamental tant per a Plató i així mateix per a Aristòtil, de la mateixa manera es podria referir el lloc on aquestes cavil·lacions comencen, de manera de generar una més gran abstracció i comprensió que es posseeix del dret avui dia, a partir dels seus propis orígens i influències remotes. Aquestes influències troben lloc a l'obra del grec Hesíode, principalment en el seu text Treballs i dies, atacant l'ociositat i els jutges injusts, així com la pràctica de la usura. Descriu els immortals que vagaregen per la Terra vigilant la justícia i la injustícia.
Al segle viii aC., un grec de la distant Beòcia, la comesa del qual consistia en la formulació de poesia èpica, va realitzar una obra destinada a establir la justícia com a virtut elemental, donant inici a la llarga tradició que més tard desenvoluparia Plató, i després Aristòtil. Hesíode recull dues formulacions, la primera provinent d'Homer, nomenada Temis, -provenent de la deeesa Temis-segons aquest, els déus lliuraven als homes el «ceptre i la Temis», que vol dir «la Llei» en el seu sentit més ampli de comprensió. L'altre formulació d'Hesiode incorpora figura de la Dike, que seria més tard acollida per Aristòtil en el famós i màxim principi aristotèlic; «donar a cada un allò que és seu». És a dir, entén que pot donar-se una situació en què una cosa no sigui just acord a la temis però sí a la dike. Així com temis es refereix a l'autoritat del dret, a la seva legalitat i validesa, diké vol dir compliment de la justícia, traduïda com donar a cadascú el que és pertinent, i el que cadascú pot exigir. Com podria deduir-se, la preocupació dels antics enfront de l'exigència d'un dret igual va constituir el fi més alt.
El dret va sorgir completament lligat a l'ideal de formació de l'individu mentre era part de la polis, i on el ethos va cobrar més importància que el logos, és a dir, va resultar de més gran importància la formació de l'individu com a tal, i de la seva orientació cap al «bon camí» traduït en la dike, estant el dret no un sistema purament organitzador, sinó realitzador del més alt ideal d'home, la vida en societat, l'areté.
Es presenta a manera d'exemple una font de l'idealisme grec en el dret, continguda en la legislació de Licurg. Doncs és la legislació de Licurg una mica contrària d'allò que els grecs entenien per legislació. No és una codificació habitual de lleis particulars i públiques, sinó els nomós, en el sentit d'una tradició oral, dotada de validesa, de la qual solament unes quantes lleis fonamentals i solemnes van ser fixades de forma escrita. Així Licurg va atorgar una més gran importància a la força de l'educació i a la formació de la consciència ciutadana que a les prescripcions jurídiques, és a dir, va preferir la tradició a la mania legisladora de la democràcia del segle iv. Atorgant un major èmfasi a la formació dels homes d'acorda amb les normes obligatòries de la comunitat, allunyant-ho de l'individualisme, la veracitat del qual es comprova en el següent passatge: «L'educació s'estenia fins als adults. Cap era lliure ni podia viure com volia. A la ciutat, com en un campament, cadascú tenia reglamentades les seves ocupacions i el seu gènere de vida amb relació a les necessitats de l'estat i tots eren conscients que no es pertanyien a ells mateixos, sinó a la pàtria».

## Lleis de procediment
En general, els historiadors consideren que la llei atenesa era àmpliament de procediment -és a dir, s'ocupa de l'administració de justícia- en lloc de substantiu -és a dir, que tracta amb els drets, obligacions i delictes-. Les lleis ateneses són típicament escrites en la forma «si algú fa A, aleshores B és per donar com a resultat», i estan més preocupades per les accions legals que han de portar-se a terme pel fiscal, més que estrictament definir quins actes són per jutjar. Sovint, això hauria donat lloc als jurats decidir si l'ofensa que es diu que s'ha comès era de fet una violació de la llei en qüestió.

## Desenvolupament de la llei atenesa
Un dels primers esdeveniments datables a la història d'Atenes és la creació del codi de la llei draconiana, probablement entre el 621 i el 620 aC. En sabem poc sobre el seu autor Dracó d'Atenes i el seu codi, amb la seva llei d'homicidi, que va sobreviure a les reformes de Soló. Sembla que es distingia entre l'homicidi premeditat i involuntari, i proporcionava la reconciliació de l'assassí amb la família de l'home mort. La llei d'homicidi Draco vigia encara en el segle iv. Encara que la resta del codi de Draco no sobreviu, per la tradició atenesa es creu que va ser dels més durs.
Els codis de lleis ateneses establerts per Draco, van ser reformats íntegrament per Soló, que era l'arcont per a l'any 594-593 aC. Aquestes reformes incloïen la cancel·lació dels deutes i les reformes a la propietat de la terra, així com l'abolició de l'esclavitud per a aquells que havien nascut a Atenes. Tanmateix, l'atribució de les innovacions legals específiques i reformes per a Soló i els seus successors és molt difícil perquè no hi havia una tendència en l'antiga Atenes «a atribuir les lleis a Soló amb independència de la data de promulgació».

## Tribunals i el sistema judicial
Els tribunals antics grecs eren barats i dirigit per laics. Funcionaris de la cort que cobraven poc, o res, i la majoria dels assaigs es van realitzar al mateix dia, els casos particulars inclús més ràpidament. No hi va haver funcionaris «professionals» de la cort, no hi havia advocats, jutges i no eren oficials. Un cas normal consistia en dos litigants, un argumentant que un acte il·legal s'havia comès, i l'altre argumentant que no havia estat il·legal, o que no havia passat res. El jurat en decidia si l'acusat era culpable, i, en el cas que ho fos, quin hauria de ser el càstig. Als tribunals d'Atenes, el jurat tendia a estar format per la massa de la gent comuna, mentre que els litigants provenien principalment de les elits de la societat.
Al sistema legal atenès, els tribunals s'han vist com un sistema de resolució de conflictes i d'arguments, en lloc de fer complir «un sistema coherent de normes, drets i obligacions». Un tribunal, el Prytaneion, era responsable de tractar persones desconegudes, animals i objectes inanimats per homicidi, probablement per tal de garantir que Atenes estava lliure de culpa de sang pel delicte.
El sistema judicial atenès estava dominat pels homes. El jurat només era per a homes, i, com Simon Goldhill ha argumentat, «El tribunal atenès sembla haver estat molt poc disposat a permetre qualsevol presència femenina a l'espai cívic del propi tribunal de justícia».
Juntament amb l'aplicació oficial de la llei en els tribunals, a l'antiga Atenes - i d'altres ciutats greges antigues- la justícia i la cohesió social van ser forçades col·lectivament per la societat en general. La justícia col·lectiva informal sovint es dirigia als infractors d'elit.
Els jurats es componien d'homes seleccionats anualment d'un grup de 6.000 voluntaris, i es requeria que fossin ciutadans de ple dret, més grans de 30 anys. Els jurats es pagaven amb una petita quota a l'època de Pèricles, el que va poder haver donat lloc a un nombre desproporcionat de ciutadans pobres i ancians que treballessin als jurats.

## Oratori

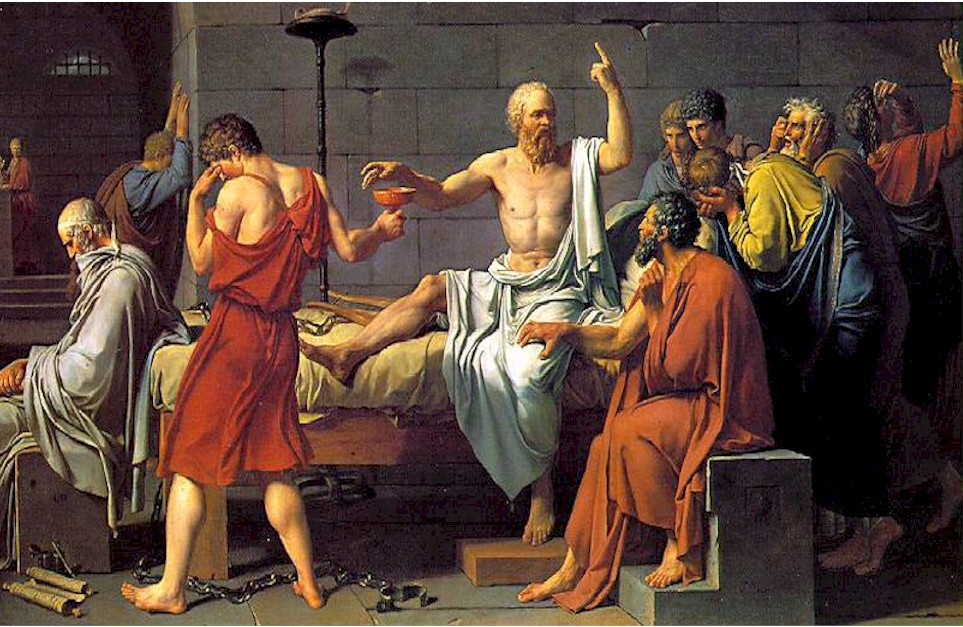
Dinàmica oratòria característica de Grècia, pintura de Jacques-Louis David.

Michael Gagarin ha argumentat que les «característiques retòriques i performatives» evidents en sobreviure discursos judicials de la llei en els atenesos clàssics són l'evidència que els assaigs dels atenesos eren «essencialment lluites retòriques» que eren «en general indiferent a l'estricta aplicació de la llei». D'acord amb Gagarin, els oradors que van construir històries, van tenir un paper molt més important en els judicis que els atenesos de l'època actual, a causa de la falta de les modernes tècniques forenses i d'investigació que podrien haver proporcionat d'altres fonts d'evidència al tribunal atenès.
En el sistema legal atenès, no hi va haver advocats professionals, encara que els discursos coneguts com el de Demòstenes componen discursos que van ser lliurats per -o, com en el cas de Contra Leptines, en nom dels altres-. Aquests discursos s'han descrit com «tan a prop de la funció d'un advocat modern com el sistema legal atenès permetria».